# Brooklyn Aviators
Die Brooklyn Aviators waren eine US-amerikanische Eishockeymannschaft aus New York City (Brooklyn). Das Team spielte von 2010 bis 2012 in der Federal Hockey League.

## Geschichte
Das Franchise wurde 2009 als New York Aviators gegründet und nahm anschließend an der erstmals ausgetragenen North East Professional Hockey League teil, die aus nur drei Mannschaften bestand und sich bereits nach einem Jahr wieder auflöste. Deren Meisterschaft konnten die Aviators gewinnen. Anschließend wurden sie 2010 eines der sechs Gründungsmitglieder der Federal Hockey League. In ihrer Premierensaison beendete das Team die reguläre Saison mit 66 Punkten aus 47 Begegnungen auf dem ersten Platz und schaffte im Anschluss den Einzug in die Finalspiele der Playoffs, in denen die Aviators in vier Begegnungen den Akwesasne Warriors unterlagen. Zur Saison 2011/12 wurde die Mannschaft in Brooklyn Aviators umbenannt. Am Ende der Spielzeit stellte die Mannschaft den Spielbetrieb ein.
Ihre Heimspiele trugen die Brooklyn Aviators im 2.500 Zuschauer fassenden Aviator Sports and Recreation aus.

## Bekannte Spieler
- K. C. Timmons